# Xã Colfax, Quận Mecosta, Michigan
Xã Colfax (tiếng Anh: Colfax Township) là một xã thuộc quận Mecosta, tiểu bang Michigan, Hoa Kỳ. Năm 2010, dân số của xã này là 1.933 người.